# 5173 Ст'єрнеборг
5173 Ст'єрнеборг (5173 Stjerneborg) — астероїд головного поясу, відкритий 13 березня 1988 року.
Тіссеранів параметр щодо Юпітера — 3,331.